# گوستاف فون وانگنهایم
گوستاف فون وانگنهایم (آلمانی: Gustav von Wangenheim؛ ۱۸ فوریهٔ ۱۸۹۵ – ۵ اوت ۱۹۷۵) نجیب‌زاده، هنرپیشه، فیلم‌نامه‌نویس و کارگردان اهل آلمان بود. از فیلم‌هایی که وی در آن نقش‌آفرینی کرده است، می‌توان به نوسفراتو به کارگردانی فریدریش ویلهلم مورنائو اشاره کرد. او در این فیلم در نقش توماس هاتر (جاناتان هارکر) بازی کرد.
در سال ۱۹۳۶ در جریان پاکسازی بزرگ استالینی او همکارانش کارولا نیهر و آناتول بکر را به تروتسکیست بودن متهم کرد. بکر اعدام شد و نیهر در گولاگ پس از پنج سال زندان مرد.